# Buchner-Curtius-Schlotterbeck-reactie
De Buchner-Curtius-Schlotterbeck-reactie is een reactie uit de organische chemie. In de reactie reageert een aldehyde of keton met een alifatische diazoalkaan tot een keton. Het is een nucleofiele additiereactie met de diazoverbinding als nucleofiel.
De reactie werd voor het eerst beschreven door Eduard Buchner en Theodor Curtius in 1885. Fritz Schlotterbeck beschreef ze opnieuw in 1907, met diazomethaan als diazoalkaan.
De reactie gaat op met alifatische, aromatische en heterocyclische aldehyden of ketonen.

## Algemeen schema
De reactie kan leiden tot drie verbindingen: een keton (I); een ander keton of aldehyde (II); of een epoxide (III). Hoeveel van elk van deze verbindingen gevormd wordt, hangt af  van de aard van de substituenten op de reagentia en van de reactieomstandigheden.

## Voorbeelden
Met deze reactie wordt bijvoorbeeld benzaldehyde met diazomethaan omgezet in acetofenon, of 3-methylbutanal met diazomethaan in methylisobutylketon.
Met furfural en diazomethaan bekomt men 2-acetylfuraan.
De reactie kan men ook gebruiken voor de ringexpansie van cyclische ketonen; bijvoorbeeld de reactie van cyclopentanon met diazomethaan geeft cyclohexanon:
Op dezelfde manier kan men de vrij onstabiele cyclische ketonen met 7 of 8 koolstofatomen in de ring bereiden.
Een variante van deze reactie is de synthese van β-keto-esters door de reactie van een ester met een diazo-carbonylverbinding: